# فیض‌آباد (خوسف)
فیض‌آباد یک روستا در ایران است که در دهستان قلعه زری شهرستان خوسف واقع شده‌است. فیض‌آباد ۱۷۱ نفر جمعیت دارد.